# Globus d'Or a la millor actriu secundària en sèrie, minisèrie o telefilm
El Globus d'Or a la millor actriu de minisèrie o telefilm va ser lliurat per primera vegada el 1981 per l'associació de la premsa estrangera de Hollywood. Aquest guardó s'atorga a la protagonista d'una minisèrie o telefilm, principalment en territori nord-americà.

## Guardonats per any

### Dècada de 2010
| Any  | Candidates        | Candidates        | Pel·lícula               | Paper                              |
| ---- | ----------------- | ----------------- | ------------------------ | ---------------------------------- |
| 2013 | Dame Maggie Smith | Maggie Smith      | Downton Abbey            | Violet, Condensa viuda de Grantham |
| 2013 | Dame Maggie Smith | Hayden Panettiere | Nashville                | Juliette Barnes                    |
| 2013 | Dame Maggie Smith | Archie Panjabi    | The Good Wife            | Kalinda Sharma                     |
| 2013 | Dame Maggie Smith | Sarah Paulson     | Game Change              | Nicolle Wallace                    |
| 2013 | Dame Maggie Smith | Sofía Vergara     | Modern Family            | Gloria Delgado-Pritchett           |
| 2012 | Jessica Lange     | Jessica Lange     | American Horror Story    | Constance Langdon                  |
| 2012 | Jessica Lange     | Kelly Macdonald   | Boardwalk Empire         | Margaret Schroeder                 |
| 2012 | Jessica Lange     | Maggie Smith      | Downton Abbey            | Violet, Condesa viuda de Grantham  |
| 2012 | Jessica Lange     | Sofía Vergara     | Modern Family            | Gloria Delgado-Pritchett           |
| 2012 | Jessica Lange     | Evan Rachel Wood  | Mildred Pierce           | Veda Pierce                        |
| 2011 | Jane Lynch        | Jane Lynch        | Glee                     | Sue Sylvester                      |
| 2011 | Jane Lynch        | Hope Davis        | The Special Relationship | Hillary Clinton                    |
| 2011 | Jane Lynch        | Kelly Macdonald   | Boardwalk Empire         | Margaret Schroeder                 |
| 2011 | Jane Lynch        | Julia Stiles      | Dexter                   | Lumen Pierce                       |
| 2011 | Jane Lynch        | Sofía Vergara     | Modern Family            | Gloria Delgado-Pritchett           |

### Altres anys
| Any  | Guanyadora                    | Sèrie                          |
| ---- | ----------------------------- | ------------------------------ |
| 2010 | Chloë Sevigny                 | Big Love                       |
| 2009 | Laura Dern                    | Recount                        |
| 2008 | Samantha Morton               | Longford                       |
| 2007 | Emily Blunt                   | Gideon's Daughter              |
| 2006 | Sandra Oh                     | Grey's Anatomy                 |
| 2005 | Anjelica Huston               | Iron Jawed Angels              |
| 2004 | Mary-Louise Parker            | Angels in America              |
| 2003 | Kim Cattrall                  | Sex and the City               |
| 2002 | Rachel Griffiths              | Six Feet Under                 |
| 2001 | Vanessa Redgrave              | If These Walls Could Talk 2    |
| 2000 | Nancy Marchand                | The Sopranos                   |
| 1999 | Faye Dunaway Camryn Manheim   | Gia El abogado                 |
| 1998 | Angelina Jolie                | George Wallace                 |
| 1997 | Kathy Bates                   | The Late Shift                 |
| 1996 | Shirley Knight                | Indictment: The McMartin Trial |
| 1995 | Miranda Richardson            | Fatherland                     |
| 1994 | Julia Louis-Dreyfus           | Seinfeld                       |
| 1993 | Joan Plowright                | Stalin                         |
| 1992 | Amanda Donohue                | L.A. Law                       |
| 1991 | Piper Laurie                  | Twin Peaks                     |
| 1990 | Amy Madigan                   | Roe vs. Wade                   |
| 1989 | Katherine Helmond             | Who's the Boss                 |
| 1988 | Claudette Colbert             | The Two Mrs. Grenvilles        |
| 1987 | Olivia de Havilland           | Anastasia: The Mystery of Anna |
| 1986 | Sylvia Sidney                 | An Early Frost                 |
| 1985 | Faye Dunaway                  | Ellis Island                   |
| 1984 | Barbara Stanwyck              | The Thorn Birds                |
| 1983 | Shelley Long                  | Cheers                         |
| 1982 | Valerie Bertinelli            | One Day at a Time              |
| 1981 | Diane Ladd Valerie Bertinelli | Alice One Day at a Time        |
| 1980 | Polly Holliday                | Alice                          |
| 1979 | Polly Holliday                | Alice                          |
| 1978 | No va haver premi             | No va haver premi              |
| 1977 | Josette Banzet                | Rich Man, Poor Man             |
| 1976 | Hermione Baddeley             | Maude                          |
| 1975 | Betty Garrett                 | All in the Family              |
| 1974 | Ellen Corby                   | The Waltons                    |
| 1973 | Ruth Buzzi                    | Rowan and Martin's Laugh-In    |
| 1972 | Sue Ane Langdon               | Arnie                          |
| 1971 | Gail Fisher                   | Mannix                         |